# 日本のテレビアニメ作品一覧 (な行)
- アニメ > テレビアニメ > 日本のテレビアニメ作品一覧 > 日本のテレビアニメ作品一覧 (な行)
- アニメ > アニメ作品一覧 > 日本のテレビアニメ作品一覧 > 日本のテレビアニメ作品一覧 (な行)

日本のテレビアニメ作品一覧 (な行)（にほんのテレビアニメさくひんいちらん (なぎょう)）は「な行」で始まる日本のテレビアニメ作品一覧。

## な
- ナースウィッチ小麦ちゃんR - タツノコプロ
- ナースエンジェルりりかSOS - ぎゃろっぷ
- 内閣権力犯罪強制取締官 財前丈太郎 - トランス・アーツ
- ナイトウィザード The ANIMATION - ハルフィルムメーカー
- ナイン - グループ・タック
  - ナイン2 恋人宣言 - グループ・タック
  - ナイン3 完結編 - グループ・タック
- 91Days（ナインティワンデイズ） - 朱夏
- ながされて藍蘭島 - feel.
- 長門有希ちゃんの消失 - サテライト
- ナカノヒトゲノム【実況中】 - SILVER LINK.
- 凪のあすから - P.A.WORKS
- 嘆きの亡霊は引退したい - ゼロジー
- ナジカ電撃作戦 - スタジオ・ファンタジア
- なぜ僕の世界を誰も覚えていないのか? - project No.9
- ナゾトキネ - 天狗工房
- 謎の彼女X - フッズエンタテインメント
- 夏色キセキ - サンライズ
- 夏のあらし! - シャフト
  - 夏のあらし! 〜春夏冬中〜 - シャフト
- 夏目友人帳 - ブレインズ・ベース
  - 続 夏目友人帳 - ブレインズ・ベース
  - 夏目友人帳 参 - ブレインズ・ベース
  - 夏目友人帳 肆 - ブレインズ・ベース
  - 夏目友人帳 伍 - 朱夏
  - 夏目友人帳 陸 - 朱夏
  - 夏目友人帳 漆 - 朱夏
- 夏雪ランデブー - 動画工房
- ななか6/17 - J.C.STAFF
- ななこSOS - 国際映画社
- ななついろ★ドロップス - スタジオバルセロナ
- 七つの海のティコ - 日本アニメーション
- 七つの大罪 - A-1 Pictures
  - 七つの大罪 聖戦の予兆 - A-1 Pictures
  - 七つの大罪 戒めの復活 - A-1 Pictures
  - 七つの大罪 神々の逆鱗 - スタジオディーン
  - 七つの大罪 憤怒の審判 - スタジオディーン
- 七つの大罪 黙示録の四騎士（第1期）- テレコム・アニメーションフィルム
  - 七つの大罪 黙示録の四騎士（第2期）- テレコム・アニメーションフィルム
- 七つの美徳 - ブリッジ
- 七つの魔剣が支配する - J.C.STAFF
- 22/7（ナナブンノニジュウニ） - A-1 Pictures
- ナナマル サンバツ - トムス・エンタテインメント
- ななみちゃん - ROBOT、グループ・タック
- 菜なれ花なれ - P.A.WORKS
- 隠の王 - J.C.STAFF
- 波打際のむろみさん - タツノコプロ
- 波よ聞いてくれ - サンライズ
- なむあみだ仏っ!-蓮台 UTENA- - 旭プロダクション
- なめこ家の一族 - 読広エンタテインメント/drop
  - なめこ〜せかいのともだち〜 - スタジオディーン
- 成恵の世界 - スタジオ・ライブ
- なるたる - プラネット
- 南国少年パプワくん - 日本アニメーション
- ナンダカベロニカ - サイクロングラフィックス
- なんでここに先生が!? - ティアスタジオ
- ナンバカ - サテライト

## に
- 2.5次元の誘惑 - J.C.STAFF
- ニートくノ一となぜか同棲はじめました - Quad
- 2.43 清陰高校男子バレー部（にーてんよんさん - ） - david production
- 贄姫と獣の王 - J.C.STAFF
- 逃げ上手の若君 - CloverWorks
- 虹色デイズ - プロダクションリード
- 西の善き魔女 Astraea Testament - ハルフィルムメーカー
- 21エモン - シンエイ動画
- 二十面相の娘 - ボンズ、テレコム・アニメーションフィルム
- にじよん あにめーしょん - サンライズ
  - にじよん あにめーしょん2 - サンライズ
- ニセコイ - シャフト
  - ニセコイ: - シャフト
- 偽物語 - シャフト
- 日常 - 京都アニメーション
- ニニンがシノブ伝 - ユーフォーテーブル
- 日本一の男の魂 - スタジオディーン
- 日本誕生 - 虫プロ
- 日本へようこそエルフさん。 - ゼロジー
- ニャニがニャンだー ニャンダーかめん - サンライズ
- にゃんこい! - AIC
- にゃんこデイズ - EMTスクエアード
- にゃんぱいあ The Animation - GONZO
- にゃんぼー! - 白組
- にゅるにゅる!!KAKUSENくん - DLE
  - にゅるにゅる!!KAKUSENくん2期 - DLE
- にょろーん ちゅるやさん - 京都アニメーション
- ニル・アドミラリの天秤 - ゼロジー
- ニルスのふしぎな旅 - スタジオぴえろ
- 人間不信の冒険者たちが世界を救うようです - GEEKTOYS
- 忍者戦士飛影 - スタジオぴえろ
- 忍者玉丸 - トマソン、東北新社
- 忍者ハットリくん - シンエイ動画
- ニンジャボックス - タツノコプロ
- 忍者マン一平 - 東京ムービー新社
- 忍たま乱太郎 - 総合ビジョン
- 忍風カムイ外伝 - ズイヨー、TCJ
- 忍ペンまん丸 - シンエイ動画

## ぬ
- ぬいストーリー - ゆうピソ
- ぬらりひょんの孫 - スタジオディーン
  - ぬらりひょんの孫 〜千年魔京〜 - スタジオディーン
- ぬるぺた - シンエイ動画

## ね
- ネオ アンジェリーク Abyss - ゆめ太カンパニー
- 南海奇皇（ネオランガ） - スタジオぴえろ
- ネガポジアングラー - NUT
- ねぎぼうずのあさたろう - 東映アニメーション
- ネギま!? - GANSIS シャフト
- ネクスト戦記EHRGEIZ - スタジオディーン
- 猫神やおよろず - AIC PLUS+
- ねこに転生したおじさん - スタジオエイトカラーズ
- ねこねこ日本史 - クレスコモーションデザイン、NEFT FILM
- ネコぱら - FelixFilm
- 猫のダヤン - 勝鬨スタジオ
  - 猫のダヤン　日本へ行く - 勝鬨スタジオ
  - 猫のダヤン　ふしぎ劇場 - 勝鬨スタジオ
  - 猫のダヤン（第4作） - 勝鬨スタジオ
- 猫ラーメン - 春日森春木/小原藍/池ヶ谷愛/山崎頼子/カギ/森井ケンシロウ他
- 猫物語（黒） - シャフト
  - 猫物語 (白) - シャフト
- ねじ巻き精霊戦記 天鏡のアルデラミン - マッドハウス
- 熱沙の覇王ガンダーラ - ビックウエスト、葦プロダクション
- 熱血最強ゴウザウラー - サンライズ
- 捏造トラップ-NTR- - Creators in Pack.Inc
- ネットゴーストPIPOPA - スタジオ雲雀
- ネトゲの嫁は女の子じゃないと思った? - project No.9
- ネト充のススメ - SIGNAL.MD

## の
- 農業ムスメ! - 東映アニメーション
- 農民関連のスキルばっか上げてたら何故か強くなった。 - studio A-CAT
- のうりん - SILVER LINK.
- ノエイン もうひとりの君へ - サテライト
- ノー・ガンズ・ライフ - マッドハウス
- ノーゲーム・ノーライフ - マッドハウス
- 乃木坂春香の秘密 - ディオメディア
  - 乃木坂春香の秘密 ぴゅあれっつぁ♪ - ディオメディア
- ノケモノたちの夜 - 葦プロダクション
- 望まぬ不死の冒険者 - CONNECT
- のだめカンタービレ - J.C.STAFF
  - のだめカンタービレ 巴里編 - J.C.STAFF
- ののちゃん - 東映アニメーション
- 信長協奏曲 - フジテレビ
- ノブナガ・ザ・フール - サテライト
- ノブナガ先生の幼な妻 - アニメーションスタジオ・セブン
- 信長の忍び - トムス・エンタテインメント
- ノブナガン - ブリッジ
- ノラガミ - ボンズ
  - ノラガミ ARAGOTO - ボンズ
- のらくろ - TCJ
  - のらくろクン - スタジオぴえろ
- ノラと皇女と野良猫ハート - DMM.futureworks/ダブトゥーンスタジオ
- のらみみ - トムス・エンタテインメント
  - のらみみ2 - トムス・エンタテインメント
- のりものまん モービルランドのカークン - CloverWorks
- ノルン＋ノネット - キネマシトラス×オレンジ
- ノワール - Bee Train
- ノンタンといっしょ - スタジオぴえろ
  - げんき げんき ノンタン - ポリゴン・ピクチュアズ
- のんのんびより - SILVER LINK.
  - のんのんびより りぴーと - SILVER LINK.
  - のんのんびより のんすとっぷ - SILVER LINK.